# Pothyne longiscapus
Pothyne longiscapus là một loài bọ cánh cứng trong họ Cerambycidae.